# Soulfly
Soulfly és una banda nord-americana de Groove metal originària de Phoenix, Arizona, que barreja estils brasilers i ètnics. En una entrevista amb un dels fundadors, Max Cavalera, l'any 2015, el nom de la banda prové de la cançó Headup de Deftones del disc Around the Fur (1997), en la qual ell va participar.
El grup va ser creat per Max Cavalera l'any 1997 després d'abandonar Sepultura per discrepàncies personals i musicals amb la resta del grup. Ell es manté com l'únic membre estable de Soulfly, que ha tingut diversos components, entre els quals el guitarrista Logan Mader, exMachine Head, o David Ellefson baixista de Megadeth.
El seu estil tribal i agressiu ha estat influït per les connexions en qüestions polítiques, socials, musicals i per les idees reivindicatives de la banda liderada per Max Cavalera.

## Història

### Començaments
A causa dels conflictes esdevinguts en l'anterior banda Sepultura, Max Cavalera, cantant, guitarrista i principal compositor, va decidir iniciar una nova aventura musical amb el nom de Soulfly.
El primer component a incorporar-se a Soulfly va ser el baterista Roy Mayorga qui es va desplaçar fins a Phoenix, lloc de residència de Max, per engegar el projecte. Posteriorment es van sumar el baixista Marcelo Dias, conegut per Max des de feia 12 anys per haver estat l'encarregat de les llums de Sepultura durant els seus concerts. I per ocupar el lloc de guitarrista Max va recórrer a un altre vell conegut, Lucio Maia. Però la inestabilitat de la seva formació aviat seria una de les característiques de Soulfly.

### Àlbum debut
Quan va sorgir el seu primer enregistrament, l'àlbum Soulfly (1998) el guitarrista ja no era Lucio, sinó Jackson Bandeira, però quan el grup va debutar en directe el 15 de desembre de 1998 a Sao Paulo, era ja Logan Mader, ex-Machine Head. En el seu debut discogràfic Max Cavalera va exposar tota la seva versatilitat com a músic, fusionant dues cultures, la seva llatina natal i l'adoptiva anglosaxona. Les parts de percussió aconseguien un gran relleu, però els potents riffs distorsionats mantenien l'energia elevada. Les lletres mostraven, com és habitual en ell, a un Max crític amb la societat i clar, les comparacions amb Sepultura van ser inevitables, o sigui, Soulfly va començar amb el nu metall. Es va tractar d'un primer pas amb efectes positius i tocs inesperats. Max va comptar amb col·laboradors de luxe com a Chino Moreno (Deftones), Burton C Bell i Dino Cacessis (Fear Factory) i Fred Durst (Limp Bizkit). Després del seu debut, la banda va passar per un període de conflictes interns. Roy Mayorga va desertar l'any 1999 per motius mai aclarits i va ser substituït per Joe Nunez. Durant aquest període la banda va estar de Gira pels Estats Units amb els Grups Rammstein i Mindless Self Indulgence.

### Primitive
L'any 2000 va aparèixer Primitive el segon treball amb la inclusió del guitarrista Mikey Doling, al costat de Max, Marcelo i Joe. En aquest disc, Max tornava a explotar amb la seva habitual originalitat les seves arrels llatines, incloent una substancial varietat de percussió, però sense oblidar la part agressiva. Com en el seu anterior enregistrament Cavalera va comptar amb alguns il·lustres col·laboradors: Corey Taylor (Slipknot i Stone Sour), Chino Moreno (Deftones), Tom Araya (Slayer) i el fill del John Lennon, Sean Lennon. Definitivament, un gran àlbum.

### III
Primitive va permetre a Max fer gira per un bon grapat de països i reafirmar la seva posició com a músic de reconeguda qualitat. Després d'un temps de silenci discogràfic, l'any 2002 Soulfly presenta un nou enregistrament, i amb la novetat de la tornada de Roy Mayorga. Surt per tant el seu disc III, en el qual, s'incrementa la duresa i apareixen els primers dobles bombos.

### Prophecy
La música dels discos anteriors de Soulfly -Soulfly, Primitive, i III- és fluïda, experimental i impredictible, i sempre han anat a la cerca del canvi. Per al seu quart àlbum Prophecy Soulfly i el seu líder Max Cavalera, van decidir canviar les pautes una vegada més. Amb el suport d'un elenc de músics totalment nous, Prophecy representa uns Soulfly més frescos, més nous i totalment revitalitzats. "Vaig decidir fer alguna cosa diferent", admet Cavalera, arribant al punt d'afirmar que Prophecy és el viatge sònic més excitant en què s'ha embarcat des dels dies de Sepultura. "Li he donat un enfocament diferent, cosa que he volgut fer des de fa temps. Mai vaig voler que Soulfly fos una banda com Metallica, sempre amb els mateixos quatre individus. En cadascun dels discs de Soulfly, hem canviat la nostra formació i probablement continuï sent així. Per aconseguir-ho, vaig haver de començar des de dins i reunir a gent que em cridava l'atenció, amb els quals mai havia tocat amb anterioritat." Aquest ha estat un pas arriscat i audaç per Soulfly, però són els riscos més grans els que reporten les recompenses més gratificants, i això és el que Prophecy posa de manifest. Cavalera va reclutar a Marc Rizzo, del grup Ill Nino, perquè toqués la guitarra; va unir les seves forces a les del bateria Joe Nuñez, que ja havia tocat a l'àlbum Primitive; i va repartir la tasca del baix entre David Ellefson de Megadeth i Bobby Burns de Primer 55. Va triar a Rizzo per la seva varietat d'habilitats, que van des del flamenc al heavy rock. Va comptar amb Ellefson i Burns perquè els havia conegut durant els seus anys a la carretera i respectava els seus treballs i els seus talents. Tot i que pot semblar inusual emplear dues persones com a baixistes en el mateix àlbum Prophecy, Cavalera insisteix que això li aporta sabors diferents al disc.
Cavalera va viatjar per tot el món per condimentar els seus anteriors discs amb els sabors d'arreu on va. Va fer acampada a les portes d'un castell a Anglaterra. Va tornar al seu país natiu, Brasil. Per Prophecy, va viatjar a Sèrbia amb la finalitat de treballar amb músics natius. Després de molts viatges a aquest país i després d'haver-ne experimentat la cultura, va sentir la inspiració necessària per crear aquest àlbum. Mentre Soulfly no escatimen la seva grandiloqüència, els sons experimentals i les músiques del món es reafirmen d'una forma més contundent a Prophecy.

### Dark Ages
L'any 2005, presenten el seu disc Dark Ages, en el qual es mostra un estil més fosc i més thrasher que qualsevol dels anteriors. Apareixen els primers tints lírics que fan que sigui un dels discs més influents.

### Conquer
L'agost de l'any 2007, Soulfly va fer una gira que va consistir en una sèrie de festivals i espectacles de clubs a través d'Europa abans de tocar l'onzè Saló Memorial D-Low Memorial a Tempe, Arizona el 31 d'agost. Una setmana després de la gira, Soulfly es van anar a Porch Studio d'Orlando, Florida, per començar a treballar en el seu sisè àlbum d'estudi, que Cavalera havia començat a escriure durant l'estiu. Cavalera va aturar la sessió per viatjar per tot Egipte i enregistrar més sons que volia integrar a les noves cançons. Al novembre del 2007, Cavalera va tornar a Orlando per completar el seguiment. L'àlbum va comptar amb les col·laboracions de Dave Peters de Throwdown i David Vincent de Morbid Angel i l'any 2008, treuen el disc, Conquer.

### Omen
Després del llançament de l'àlbum, la banda va fer una gira per Estats Units amb les bandes Devastation i Bleed the Sky i per Europa a principis del 2009 amb Incite, quan van tocar en un petit festival del Regne Unit i per Europa durant la primavera i l'estiu del 2009, a la tardor se'n van tornar als Estats Units per seguir la gira amb Cattle Decapitation, Prong i Mutiny Inside.
Soulfly va entrar als estudis Edge of the Earth Studios a Los Angeles, Califòrnia, el 6 de novembre de 2009 per començar a gravar el seu setè àlbum amb Max Cavalera i Logan Mader ambdós productors.A través d'una sèrie de actualitzacions del vídeo en streaming, el líder Max Cavalera va revelar el 13 de novembre de 2009 que l'àlbum seria anomenat Omen i que comptaria amb aparicions de convidats com Tommy Victor de Prong i Greg Puciato de The Dillinger Escape Plan. A més, l'àlbum presenta actuacions a la bateria dels fills de Max: Zyon Cavalera en una versió de "Refuse-Resist" de Sepultura, i Igor Cavalera (no confondre amb el seu germà del mateix nom) en una versió de l'Excel "Your Life, My Life". Omen va sortir a tot el món el 25 de maig de 2010.
Del 13 de maig al 16 de desembre de 2010, Soulfly va realitzar una gira mundial en suport del seu nou àlbum Omen.

### Enslaved
L'any 2012 treuen un altre disc, Enslaved, on canvien rotundament d'estil, de nu metall cap a un groove metall, thrash metall i fins i tot death metall.

### Canvi de segell a l'àlbum Savages
L'any 2013 la banda trenca el seu contracte amb Roadrunner Records i signen amb Nuclear Blast Records i amb això treuen el seu altre disc sota aquest segell, Savages, que conté la col·laboració del fill de Max Cavalera, Igor Cavalera Jr. a les veus.

### Archangel
L'any 2015 treuen el seu desè disc, Archangel, el seu so conté més tints de death metall.

## Membres

### Membres actuals
- Max Cavalera: veu, guitarra, berimbau (1997-present)
- Marc Rizzo: guitarra (2003-present)
- Zyon Cavalera: bateria, percussió (2013-present)
- Mike Leon: baix (2015-present)

### Membres anteriors
- Marcelo Dias: baix (1997-2003)
- Mikey Doling: guitarra (1999-2003)
- Roy Mayorga: bateria (1997-1999, 2002-2003)
- Logan Mader: guitarra (1998-1999)
- Jackson Bandeira: guitarra (1997-1998)
- David Ellefson: baix (2003-2005)
- Bobby Burns: baix(2003-2010)
- Johny Chow: baix (2010-2011)
- Joe Nuñez: bateria (2000-2001, (2003-2011)
- David Kinkade: bateria (2011-2013)
- Tony Campos: baix (2011-2015)

## Discografia

### Àlbums d'estudi
- Soulfly (1998)
- Primitive (2000)
- 3 (2002)
- Prophecy (2004)
- Dark Ages (2005)
- Conquer (2008)
- Omen (2010)
- Enslaved (2012)
- Savages (2013)
- Archangel (2015)
- Ritual (2018)
- Totem (2022)[1]

### EP
- Tribe (1999)

### DVD
- The Song Remains Insane (2006)
- Conquer (2008)

## Vídeos
- «Bleed» (de l'álbum Soulfly, on col·labora cantant a dueto amb Max Cavalera: Fred Durst, vocalista de Limp Bizkit i també DJ Lethal del mateix grup).
- «Back to the Primitive» (de l'àlbum Primitive).
- «Seek 'N' Strike» (de l'àlbum 3).
- «Prophecy» (de l'àlbum Prophecy, filmat en la Navajo Indian Reservation en Monument Valley, entre el sud d'Utah i el nord d'Arizona, Estats Units).
- «Carved Inside» (2005) (de l'àlbum Dark Ages).
- «Frontlines» (2005)(de l'àlbum Dark Ages).
- «Innerspirit» (2006) (de l'àlbum Dark Ages, Amb la participació de Nemanja 'Coyote' Kojic).
- «Unleash» (2008) (de l'àlbum Conquer, aquí col·labora cantant a dueto amb Max Cavalera: Dave Peters, vocalista de Throwdown).
- «Rise of the Fallin» (2010) (de l'àlbum 'Omen).
- «World Scum» (2012) (de l'àlbum Enslaved).
- «Bloodshed» (2013) (de l'àlbum Savages).
- «Archangel» (2015) (de l'àlbum Archangel